# Casa Jaume Serra Dachs
La Casa Jaume Serra Dachs és un edifici del municipi de la Garriga (Vallès Oriental) que forma part de l'Inventari del Patrimoni Arquitectònic de Catalunya.

## Descripció
És un habitatge unifamiliar aïllat. Façana alienada al carrer. Consta de planta baixa, pis i golfes. Assentada damunt un sòcol de maçoneria ordinària que arriba fins a la meitat de l'obertura de la planta baixa. Fins al terç superior de l'edifici les finestres estan encerclades amb obra vista. Les obertures de la planta pis les uneix una imposta de maó i estan formats per una finestra geminada i una arcuació, amb dues amb arc de mig punt. La coberta és composta. El capçal és escalonat.